# KEdit
KEdit est un éditeur de texte fourni avec l'environnement de bureau KDE disponible pour les systèmes d'exploitation GNU/Linux, BSD et autres systèmes apparentés à Unix.
KEdit se veut un éditeur minimaliste. Ses fonctionnalités resteront limitées pour assurer un démarrage assez rapide. Il propose toutefois la possibilité d'utiliser un correcteur orthographique.